# Pehr Tollesson
Pehr Tollesson, född den 2 oktober 1747 i Åseda socken, Småland, död den 28 juni 1821, var en svensk präst och väckelsepredikant.
Tollesson blev student vid Uppsala universitet 1765, prästvigd 1771, kyrkoherde i Danviken och Sicklaö 1780, hovpredikant 1792 samt kyrkoherde i Närtuna och Gottröra av ärkestiftet 1793. Samma år utnämndes han till teologie doktor. Tollesson, som var en ganska lärd och beläst man, skildras som mild och älsklig i det enskilda umgänget. Inte minst på äldre dagar hade han stort inflytande som själasörjare. Han rådfrågades vitt omkring i andliga ämnen och bildade i Speners anda utan allt konventikelväsen anhängare, som i synnerhet utmärkte sig för mycken bibelfasthet och noga aktgivande på inre nådeväckelser.
Tollesson hör till den inte stora, men så mycket mer inflytelserika skara folkliga väckelsepredikanter i lagisk anda, som mot slutet av 1700-talet gav det svenska kristendomslivet en allvarligt etisk, om också något tung prägel. Tollessons predikostil, särskilt i hans yngre dagar, var folkpredikantens. Framställningen är deklamatorisk, ordrik och forcerad, överflödande på frågetecken och utropstecken. Stor spridning vann hans domedagspredikan En christelig upväckelsepredikan (många upplagor, 1775-1846). 
Sin litterära verksamhet började Tollesson egentligen först på äldre dagar och utgav bland annat Den förfallna christendomens uphjelpande (1801), Christeliga predikningar ("Tollessons postilla", 2 delar, 1802-03; 3:e upplagan 1833-34), Ordbok öfver Nya testamentet (1815), Geographiskt handlexicon öfver Gamla testamentet (samma år), Handbok i bibliska litteraturen (4 delar, 1816-18) och Jesu Christi lefverne och lära (1819). Efter hans död utkom De första christnas lefvande tro och heliga lefverne (3 delar, 1830-31) och Uppbyggeligt nattvardsförhör för skriftungdom (1844).